# Maria Domenica Lazzeri
Pour les articles homonymes, voir Lazzeri.
Maria Domenica Lazzeri, née le 16 mars 1815 à Capriana (Italie) et morte le 4 avril 1848 dans cette même ville, est une laïque catholique qui, selon l'Église catholique, se serait uniquement nourris d'une hostie par semaine pendant douze ans et aurait reçu les stigmates du Christ aux mains, aux pieds, au côté droit et des traces de la couronne d'épines sur la tête.
Le 23 février 2023 elle a été declarée vénérable par le pape François.

## Biographie
Maria Domenica naît en 1815 à Capriana (Italie) est née de l'union de Margaret et Bortolo Lazzeri, meunier de métier. Elle est le dernier enfant d'une fratrie de cinq.
Selon l'Église catholique, Maria Domenica se montre particulièrement attentive à aider son prochain et surtout les enfants. Elle aime à lire les écrits de saint Alphonse de Liguori et le récit de la Passion et de la mort Christ.
Selon l'Église catholique, c'est à compter de 1829 qu'auraient commencé le mysticisme de Maria Domenica et sa maladie physique mystérieuse qui tout en l'affaiblissant physiquement, accroît sa vie spirituelle ; ce qui ne l'empeche pas toutefois de continuer aider son entourage, spécialement pendant les périodes d'épidémie.
Le 15 août 1833, à l'âge de dix-neuf ans, Maria Dominica doit rester alitée pour ce que les médecins pensent être une simple grippe (cependant elle ne sera plus jamais capable de se relever. Restant alitée jusqu'à sa mort en 1848). À partir de ce moment Maria Domenica commence à dormir de moins en moins, ainsi qu'à manger de moins en moins. D'abord considéré comme une simple perte d'appétit, les médecins envisagent ensuite un cas d'anorexie. À partir de 1834, bien qu'incapable de se lever et sujette à de vives douleurs, Maria Domenica ne dort plus, ne se nourrit plus et ne boit plus. La seule chose qu'elle consomme est une hostie qui lui est apportée le dimanche.
Selon les témoignages recueillis Maria Domenica aurait uniquement vécu de l'eucharistie pendant douze ans.
En janvier 1835 Maria Dominica aurait bénéficié de la grâce de recevoir les stigmates du Christ aux mains, aux pieds et au côté droit. À  compter de février 1935 elle aurait reçu également chaque vendredi les traces de la couronne d'épines sur la tête, souffrant pour la conversion des pécheurs. Les traces de la couronne d'épines auraient été comptées au nombre de quarante.
Ces phénomènes ont notamment été documentés par Leonardo Cloch, médecin de l'hôpital de Trente et publiés dans différents rapports (en 1837, 1845, 1846, 1847). Ce dernier indique par exemple « le sang coule souvent des pieds vers le haut, contrairement à toutes les lois de la physique (...) après une période de saignements abondants, elle semble mourir, ou plutôt, tombe dans un état apparent de mort, mais peu de temps après, elle se rétablit complètement ».
Selon les témoignages recueillis Maria Domenica était capable sans quitter son lit, d'entendre l'homélie du prêtre dite dans l'église voisine. Elle aurait également prédit la date de son décès.
Les phénomènes entourant Maria Domenica se font connaitre au sein de la population et celle-ci reçoit de plus en plus de visiteurs. En raison de ce mouvement de foule de plus en plus important, l'évêque de Trente, le bienheureux Jean Nepomucène de Tschiderer, fini par demander que soit limité l'accès à la maison où réside Maria Domenica. Nouvelle qui fut reçue avec joie par cette dernière.
Le 4 avril 1848 Maria Domenica Lazzeri décède. Son corps reste exposé pendant sept jours aux recueillement des fidèles et le jour de son enterrement, selon différents témoignages, le corps sentait bon.
En 1944, son corps est exhumés afin de constater son état. Le 11 septembre 2000, le corps est de nouveau exhumé mais seul des os et les clous du cercueil sont retrouvés. Les os et les clous sont déposés dans une urne au pied de l'autel de l'église paroissiale Notre-Dame des Douleurs.

## Reconnaissance par l'Église
Le 4 avril 1995, le cardinal Giovanni Maria Sartori (it) ouvre le procès en béatification à l'issue duquel le pape François déclare le 23 mars 2023 Maria Domenica Lazzeri vénérable.